# Munjul (Kutasari)
Munjul is een bestuurslaag in het regentschap Purbalingga van de provincie Midden-Java, Indonesië. Munjul telt 3179 inwoners (volkstelling 2010).